# Arbitr
Arbitr nebo rozhodce (někdy nazývaný také jako ombudsman, soudce nebo znalec) je osoba, skupina osob nebo instituce, která působí jako rozhodčí určitého sporu. Arbitr bývá obvykle vybrán účastnými stranami sporu.
Arbitr je hlavním rozhodcem v tzv. arbitrážních řízeních (nebo zkráceně arbitrážích), které se často užívají jako prostředek řešení sporů v komerční sféře, zejména v oblasti mezinárodního obchodu. Podle českého práva je ale právnické vzdělání podmínkou výkonu funkce rozhodce jen v případě spotřebitelských sporů.

## Přenesený význam slova
Slovo se občas užívá v přeneseném významu coby synonymum pro osobu, která má jakoukoliv rozhodovací pravomoc v příslušné věci (tedy i mimo oblast justice), např. jako rozhodčí ve sportu apod.